# Эпигенетическое наследование

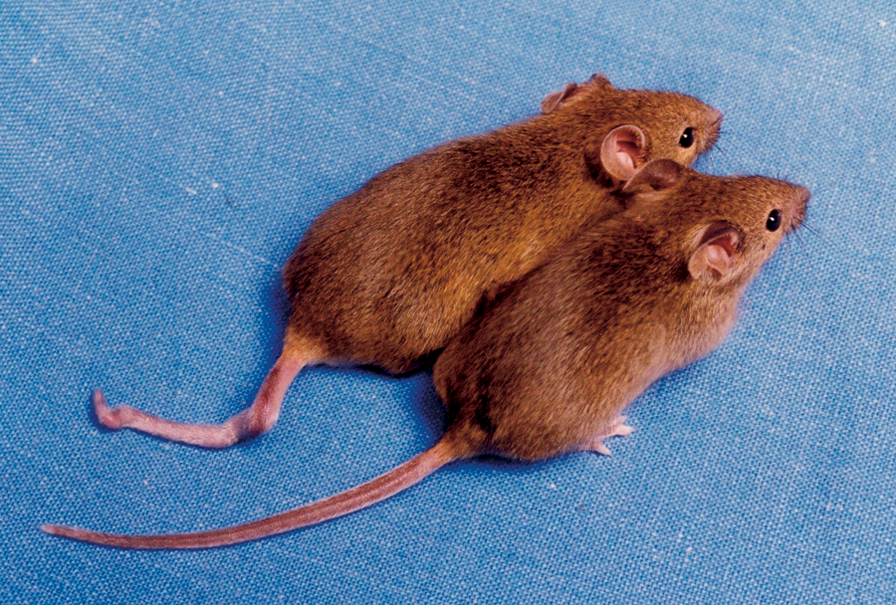
Изогнутость хвоста у этих двух мышей зависит от эпигенетических факторов — метилирования ДНК

Эпигенетическим наследованием называют наследуемые изменения в фенотипе или экспрессии генов, вызываемые механизмами, отличными от изменения последовательности ДНК (приставка эпи- означает в дополнение). Такие изменения могут оставаться видимыми в течение нескольких клеточных поколений или даже нескольких поколений живых существ.
В случае эпигенетического наследования не происходит изменения последовательности ДНК, но другие генетические факторы регулируют активность генов. Лучшим примером эпигенетических изменений для эукариот является процесс дифференцировки клеток. В течение морфогенеза тотипотентные стволовые клетки становятся плюрипотентными линиями клеток, которые в тканях эмбриона затем превращаются в полностью дифференцированные клетки. Единственная клетка — зигота — оплодотворенная яйцеклетка дифференцируется в различные типы клеток: нейроны, мышечные клетки, эпителиальные клетки, клетки кровеносных сосудов и многие другие. В процессе дифференцировки активируются одни гены и инактивируются другие.

## Механизмы
Описаны следующие механизмы эпигенетического наследования:
- метилирование ДНК;
- ремоделирование хроматина;
- РНК-интерференция (на уровне РНК);
- прионизация белков;
- инактивация X-хромосомы.

## Метилирование ДНК и ремоделирование хроматина
Поскольку фенотип клетки или организма в целом зависит от того, какие гены транскрибируются, наследование транскрипционного статуса генов может приводить к эпигенетическим эффектам. Есть несколько уровней регуляции экспрессии генов, первый из которых — ремоделирование хроматина — комплекса ДНК и ассоциированных белков — гистонов. Ремоделирование хроматина может инициироваться посттрансляционной модификацией аминокислот гистонов, например, их метилированием и химической модификацией азотистых оснований, например, метилированием цитозина.

## Посттранскрипционная регуляция
Иногда результат транскрипции гена напрямую или косвенно регулирует активность того же гена. Например, факторы транскрипции Hnf4 и MyoD усиливают экспрессию многих генов в печени и мышцах. Другие эпигенетические изменения регулируются при экспрессии разных сплайсосомных вариантов мРНК или при формировании двуцепочечных молекул РНК (RNAi). Эти гены зачастую включаются и выключаются с помощью сигнальных систем клетки, но иногда в синцитии РНК передаётся между клетками путём диффузии.